# 大石継太
大石 継太（おおいし けいた、1960年10月18日 - ）は、日本の舞台俳優。大阪府出身。身長174cm。体重60kg。血液型はO型。ニナガワ・スタジオを経て、フロム・ファーストプロダクションに所属。

## 出演

### 舞台
- リンクス（1990年）
- サースト（1991年）
- ソカ（1991年）
- シープス（1992年）
- 三人姉妹（1992年）
- フラジャイル（1993年）
- ウエアハウス（1993年）
- カラマーゾフの兄弟 第二部（1994年）
- ローゼンクランツとギルデンスターンは死んだ（1994年）
- 虎 〜野田秀樹の国性爺合戦（1994年）
- 真夏の夜の夢（1995年 - 1996年、2000年）
- セルロイドレストラン（1996年）
- NINAGAWA・マクベス（1997年）
- 近松心中物語（1997年 - 1999年） - 与兵衛 役
- 常陸坊海尊（1997年）
- 東京原子核クラブ（1999年） - 狩野良介 役
- パンドラの鐘（1999年）
- マクベス（2001年 - 2002年）
- バルコン（2001年）
- 第17捕虜収容所（2001年）
- OUT（2002年） - 宮森カズオ / 山本健司 役
- 欲望という名の電車（2002年）
- 人形の家（2003年）
- 新・近松心中物語（2004年 - 2005年）
- お気に召すまま（2004年、2007年）
- KITCHEN（2005年）
- ウィンズロウ・ボーイ（2005年）
- Someone who’ll watch over me（2006年）
- 第32進海丸（2006年）
- 恋の骨折り損（2007年）
- たとえば野に咲く花のように/アンドロマケ（2007年）
- 新・雨月物語（2008年）
- わが魂は輝く水なり（2008年）
- 道元の冒険（2008年）
- 表裏源内蛙合戦（2008年）
- 冬物語（2009年）
- ムサシ（2009年、2010年、2013年） - 平心 役
- コースト・オブ・ユートピア（2009年）
- 十二人の怒れる男（2009年）
- 血は立ったまま眠っている（2010年）
- ミシマダブル サド侯爵夫人/わが友ヒットラー（2011年）
- たいこどんどん（2011年）
- 往転（2011年）
- 下谷万年町物語（2012年）
- シンベリン（2012年）
- しみじみ日本・乃木大将（2012年）
- ボクの四谷怪談（2012年）
- 祈りと怪物 〜ウィルヴィルの三姉妹〜（2013年）
- つく、きえる（2013年）
- 冬眠する熊に添い寝してごらん（2014年）
- 太陽2068（2014年）
- ジュリアス・シーザー（2014年）
- 海の夫人（2015年）
- 青い種子は太陽のなかにある（2015年）
- ヴェローナの二紳士（2015年）
- 祈りと怪物 〜ウィルヴィルの三姉妹
- 王女メディア
- サムワン
- 血の婚礼
- ハムレット
- 舞台『鋼の錬金術師』（2023年 - 2024）- ショウ・タッカー 役[4][5]
- センの夢見る（2024年）[6]
- 彼方からのうた -SONG FROM FAR AWAY-（2024年）[7]
- ミネムラさん（2024年）[8]
- リタの教育・オレアナ（2025年）[9]
- オイディプス王（2025年）[10]
- ドブヘ INTO THE DITCH（2025年）[11]

### テレビドラマ
NHK
- 雲の上の青い空（1997年）
- 元禄繚乱（1999年） - 山内大膳亮豊明 役
- マッチポイント! 〜女が勝負をかける時〜（2000年）
- 菜の花の沖（2000年） - 太田彦助 役
- 陰陽師（2001年） - 藤原康範 役
- 新・ズッコケ三人組（2002年） - 古川 役
- お見合い放浪記（2002年）
- 新しい朝が来た 〜8月15日のラジオ体操〜（2003年） - 野田一郎太 役
- 新撰組!（2004年） - 松前伊豆守 役
- ファイト（2005年）
- あさきゆめみし 〜八百屋お七異聞（2013年） - 幸助 役

日本テレビ
- …ひとりでいいの（1992年）
- 出逢った頃の君でいて（1994年）
- サイコメトラーEIJI（1997年）

TBS
- 和服デザイナー探偵（1997年）
- 月曜ミステリー劇場
  - 「横浜本牧殺人ファイル 白磁の肌を持つ女」（2000年）
  - 「弁護士迫まり子の遺言作成ファイル5」（2003年） - 山野孝平 役
  - 「弁護士 朝吹里矢子3」（2003年）
- 新・天までとどけ2（2001年）
- たのしい幼稚園（2001年）
- 月曜ゴールデン
  - 「税務調査官・窓際太郎の事件簿8」（2002年）
- 夢路 YUMEJI（2007年）
- だいすき!!（2008年）
- ウロボロス〜この愛こそ、正義。（2015年）
- DCU〜手錠を持ったダイバー〜 第2話・第3話（2022年1月23・30日） - 福寺管理官 役
- イグナイト -法の無法者- 第4話（2025年5月9日） - 牧田和彦 役[12]

フジテレビ
- 悪いこと（1992年）
- Trap-TV（1993年）
- 世にも奇妙な物語
  - 世にも奇妙な物語'96聖夜の特別編（1996年）
  - 世にも奇妙な物語'97春の特別編（1997年）
  - 世にも奇妙な物語 秋の特別編（1999年）
- その朝、ひざしの中で（1997年）
- 傷だらけの女（1999年）
- ショムニ 第2シリーズ（2000年）
- 女優・杏子（2001年）
- 差し押さえ執行官殺人事件日誌（2002年）
- 天体観測（2002年）
- 性と街 〜モテる技術〜（2002年）
- 愛し君へ（2004年）
- 愛のソレア（2004年）
- 新・祇園芸妓シリーズ2 京都百人一首殺人事件（2004年）
- 33分探偵（2008年） - 芦田 役
- フリーター、家を買う。（2010年）
- 悪女たちのメス（2011年）

テレビ朝日
- 土曜ワイド劇場
  - 「殺人披露宴」（1999年）
  - 「タクシードライバーの推理日誌15」（2001年）
  - 「松本清張没後10年記念企画・黒の奔流」（2002年）
  - 「女刑事・左近山響子」（2011年） - 佐川敏勝 役
- はみだし刑事情熱系 PART4（1999年）
- はみだし刑事情熱系 PART6（2002年）
- 早乙女タイフーン（2001年）
- 子連れ狼（2004年）

テレビ東京
- 水曜ミステリー9
  - 「監察医・篠宮葉月 死体は語る7」（2006年） - 小田明弘 役

テレビ埼玉
- 幼獣マメシバ（2009年）

WOWOW
- パンドラIII 革命前夜（2011年）
- 宇宙家族マスオさん一家

BS-i
- 怪談新耳袋 - 主演：大沢喬 役

BSハイビジョン
- 菜の花の沖（2000年） - 太田彦助 役

BSスカパー!
- 破門（2015年）

不明
- MAESTORO
- リボリューションNO.8

### 映画
- ミンボーの女（1992年） - 伊場木の子分 役
- 踊る大捜査線 THE MOVIE（1998年） - 公安部捜査員 役
- のど自慢（1999年） - ホテルのフロントマン 役
- 人間の屑（2001年） - 若い警官 役
- FILAMENT フィラメント（2002年） - スタンドの店員 役
- 天使の牙B.T.A.（2003年）
- 千の風になって 天国への手紙（2004年）
- 8月のクリスマス（2005年）
- Livespire 「ムサシ」（2010年） - 平心 役
- おかあさんの木（2015年）

### オリジナルビデオ
- チンピラ人生 むしむしころころ（1997年）
- ブラック・エンジェルズ（2011年）

### CM
- エイデン
- エース
- 江崎グリコ ウォータリング キスミント
- コーセー アンテリージェEX
- 七十七銀行
- JR九州
- 社会保険庁
- 太陽生命保険
- 千葉ロッテマリーンズ
- トヨタ自動車 トヨタ・マークXジオ（風間俊介 役）
- 日産・リバティ
- 日清オイリオグループ べに花油
- 日清食品 ブートン・イカトン
- パイオニア
- パナソニック VHS-C
- ブルドックソース まぜりゃんせ
- ヴォーグ
- ミツカン酢
- 山之内製薬 マーロックスプラスチュアブル
- ゆうちょ銀行 簡易保険
- 洋服の青山
- ライオン 新スマイル